# Kananta
Kananta is een bestuurslaag in het regentschap Bima van de provincie West-Nusa Tenggara, Indonesië. Kananta telt 1915 inwoners (volkstelling 2010).